# Biserica de lemn din Crăiești

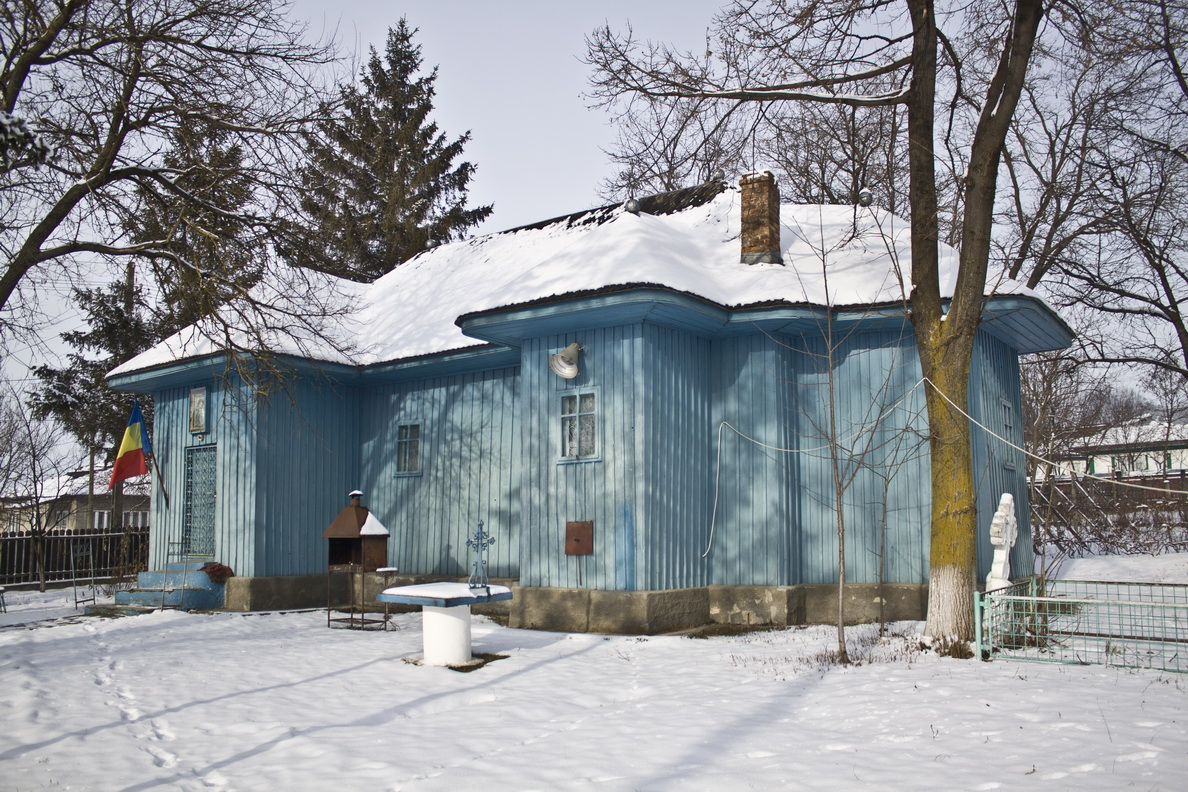
Biserica de lemn din Crăieşti, judeţul Neamţ

Biserica de lemn „Cuvioasa Paraschiva” din Crăiești, din localitatea cu același nume, comuna Bozieni din județul Neamț a fost construită în secolul XVII (ctitorită în 1780). Biserica se află pe lista monumentelor istorice sub codul LMI:  NT-II-m-B-10612. Codul RAN este 121901.01.

## Imagini

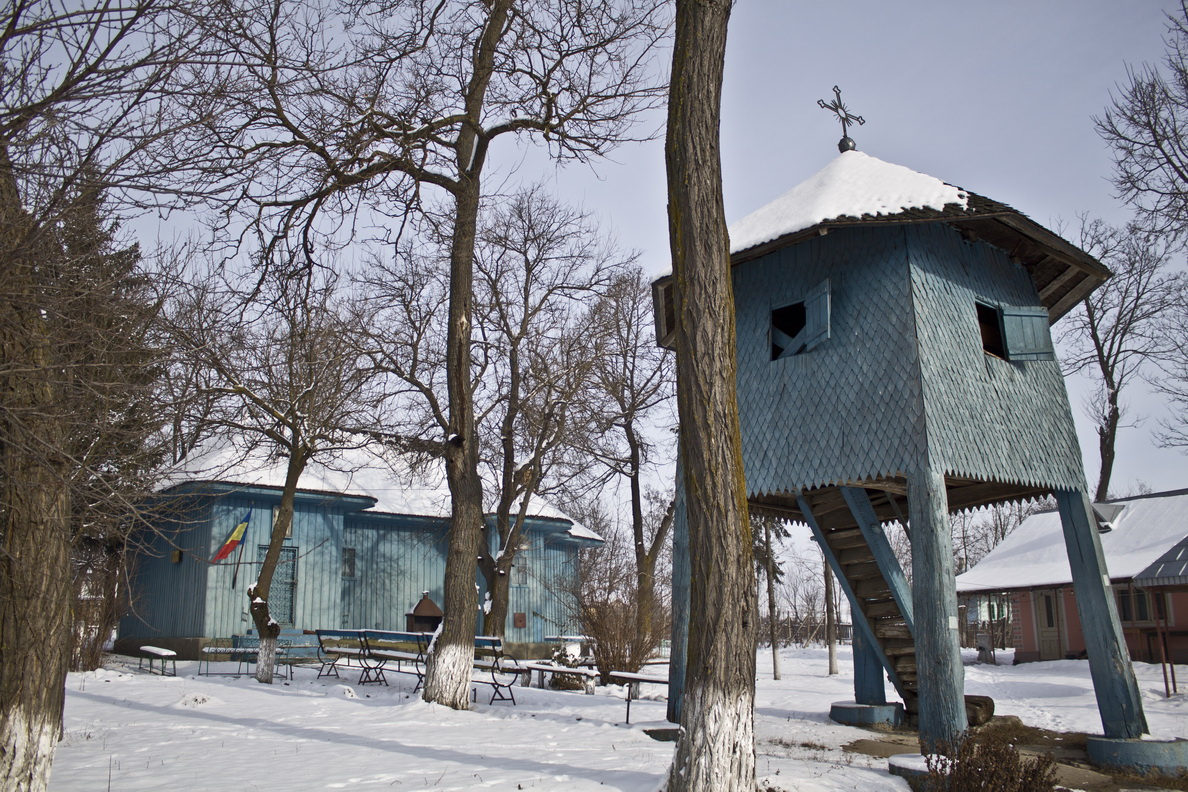
Vedere de ansamblu
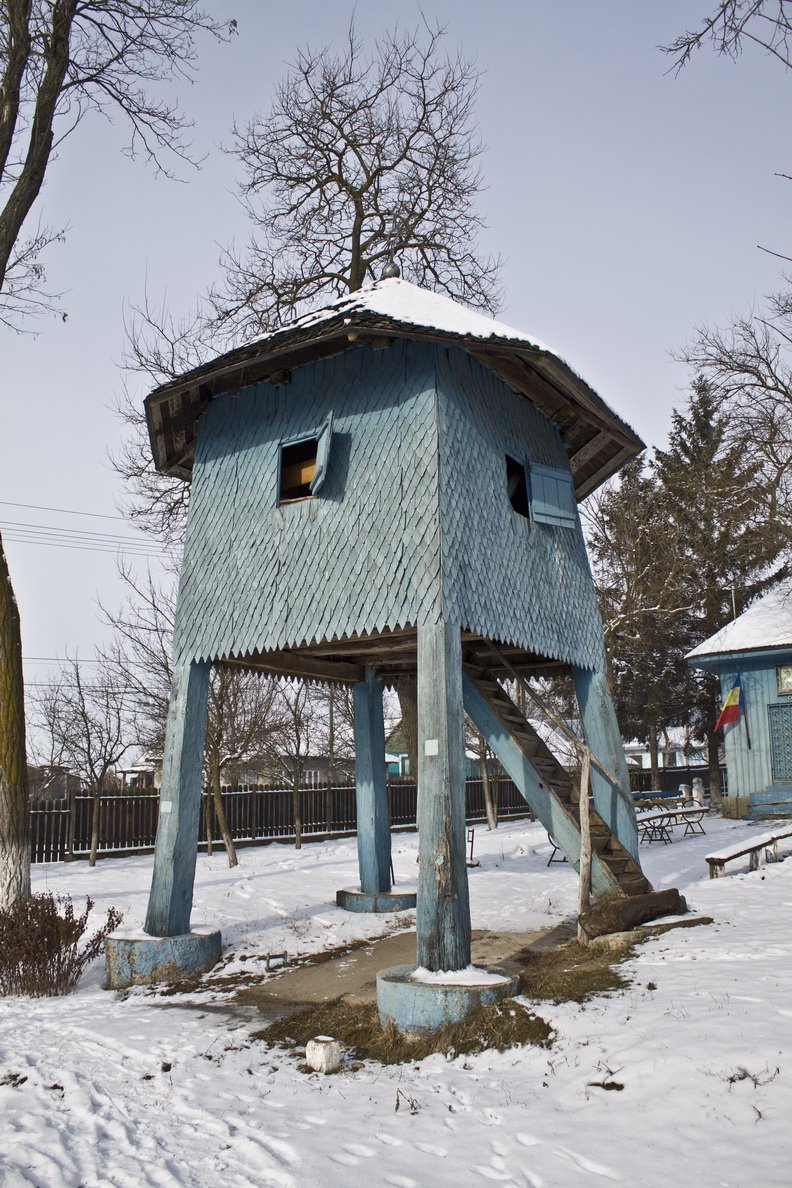
Clopotniţa